# 屋形通り
屋形通り（やかたどおり）は、和歌山県和歌山市三木町から同県同市島崎町2丁目にかけて通る和歌山市道である。

## 概要
全線が両側4車線である。商店街の横を通過する。また、日中の時間は駐車をしている車両が多い。
- 距離:0.9km
- 車線:両側4車線

## 接続する路線
- 和歌山県道17号和歌山停車場線（けやき大通り）
- 築地通り
- 和歌山県道138号和歌山野上線（三年坂通り）
- 寺町通り